# Njegovuđa
Njegovuđa (cyr. Његовуђа) – wieś w Czarnogórze, w gminie Žabljak. W 2011 roku liczyła 217 mieszkańców.